# Шетти, Сринидхи
Сринидхи Рамеш Шетти (хинди श्रीनिधि रमेश शेट्टी; род. 21 октября 1992, Мангалур, Карнатака) — индийская фотомодель и актриса, победительница конкурса Мисс Супранешнл 2016 года.

## Биография
Сринидхи Шетти родилась 21 октября 1992 года в Мангалуре.
Шетти закончила с отличием Джайнском университете, получив степень бакалавра электротехники.
2 декабря 2016 года она стала победительницей конкурса «Мисс Супранешнл», став второй представительницей Индии после Аши Бхат, которая выигрывала «Мисс Супранешнл» в 2014 году.
Дебютировала в кинематографе в 2018 году, сыграв одну из главных ролей в фильме на языке каннада «Золотые прииски Колара: Глава 1». Она сыграла свою героиню Рину Десаи и продолжении фильма, которое вышло на экраны Индии в 2022 году и стало одним из самых кассовых индийских фильмов года. За роль в этом фильме в сентябре 2023 года на церемонии Южно-индийской международной кинопремии Шетти получила награду в номинации «Лучшая актриса – каннада».